# Akira Miyoshi
Akira Miyoshi (Suginami, Tòquio, 10 de gener de 1933 - 4 d'octubre de 2013) fou un compositor japonès.
Miyoshi, que va ser un nen prodigi al piano, va compondre una gran varietat de música utilitzant una mescla de tècniques japoneses i occidentals, anant de la música simfònica i de cambra fins a obres corals, incloent Kaze no Torimichi, amb text del poeta Shuntaro Tanikawa. Va estudiar a París amb Raymond Gallois-Montbrun (compositor de la simfonia Japó) i Henri Challan, i va estar molt influenciat pel repertori postimpressionista francès, com l'obra de Messiaen i Dutilleux.
Va guanyar el premi Otaka de composició diverses vegades, així com el premi d'art Mainichi, mentre que la seva òpera Toi Ho el va fer guanyar el premi de música Suntory l'any 2000. L'any següent va ser reconegut i honorat pel govern com a Persona de Mèrit Cultural. Miyoshi fou president de l'escola de música Toho Gakuen i cap del Tokyo Bunka Kaikan. Va morir en un hospital te Tòquio als 80 anys per un atac de cor.